# Amaré Barno
Amaré Barno (Blythewood, 29 marzo 1999) è un giocatore di football americano statunitense che milita nel ruolo di linebacker per i Carolina Panthers della National Football League (NFL).

## Carriera

### Carolina Panthers
Barno al college giocò a football al Butler Community College (2018-2019) e a Virginia Tech. Fu scelto nel corso del sesto giro (189º assoluto) nel Draft NFL 2022 dai Carolina Panthers. Nella sua stagione da rookie disputò 9 partite, nessuna delle quali come titolare, con 9 tackle e 2 sack.